# 大気の川

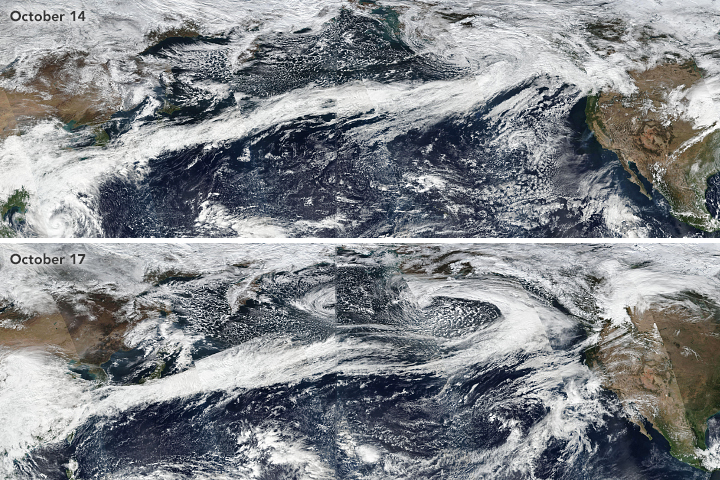
2017年10月に撮影された、北米からアジアに向けての大気の川

大気の川（たいきのかわ、英語: Atmospheric River、AR）は、細長い水蒸気帯である。大気の川の内部では空気中の水蒸気輸送が強化されており、温帯低気圧とその前線を含んでいる。大気の川は様々な呼称があり、熱帯の柱（ねったいのはしら、tropical plume）・トロピカルコネクション（tropical connection）・湿気の柱（しっきのはしら、moisture plume）・水蒸気サージ（すいじょうきサージ、water vapor surge）・雲の帯（くものおび、cloud band）などと呼称されている。
一例としてはパイナップルエクスプレスと呼ばれている現象が挙げられる。これはハワイ周辺の水蒸気を含んだ流れが、北アメリカ大陸に属するカリフォルニア・ブリティッシュ・コロンビア・アラスカ南東部の緯度まで達することから名付けられており、これらの地域に豪雨をもたらす。

## 定義
Kamae et al. (2017)は{\displaystyle IVT}（Integrated Water Vapor Transport）を、{\displaystyle {g}}を重力加速度、{\displaystyle {p}}を比湿、{\displaystyle {u}}と{\displaystyle {v}}をそれぞれ水平風の東西・南北方向の成分とした上で、以下のように定義した。
{\displaystyle IVT={\sqrt {({\frac {1}{g}}\int \limits _{1000}^{300}{qu}{dp})^{2}+({\frac {1}{g}}\int \limits _{1000}^{300}{qv}{dp})^{2}}}}
この上で
- IVTが平年値と140以上の偏差がある。
- 780000平方キロメートルを超える面積
- 1500キロメートルを超える長さ
- 短辺と長辺の比が1.325を超える

ものを「大気の川」としている。
2019年にen:Geophysical Research Letters誌上で掲載された論文では、大気の川を「よく熱帯の海上に端を発する、長く蛇行する水蒸気の柱」と定義している。

### 分類
| Cat | Strength    | Impact                              | Max. IVT   |
| --- | ----------- | ----------------------------------- | ---------- |
| 1   | Weak        | Primarily beneficial                | ≥250–500   |
| 2   | Moderate    | Mostly beneficial, also hazardous   | ≥500–750   |
| 3   | Strong      | Balance of beneficial and hazardous | ≥750–1000  |
| 4   | Extreme     | Mostly hazardous, also beneficial   | ≥1000–1250 |
| 5   | Exceptional | Primarily hazardous                 | ≥1250      |

スクリップス海洋研究所のCenter for Western Weather and Water Extremes（CW3E）は、2019年2月に「弱い（Weak）」から「破格（Exceptional）」、「有益（beneficial）」から「災害的（hazardous）」までの5段階で大気の川を分類する方法を発表した。これはCW3Eの長であるF. Martin Ralphと、アメリカ国立気象局のJonathan Rutzなどによって作成されたものである。この分類は水蒸気の輸送量と大気の川の継続時間双方を考慮したものである。垂直方向の3時間平均水蒸気輸送量で初めにランクを決め、次に継続時間が24時間未満ならランクを1下げ、48時間以上ならばランクを1上げるようにされている。

## 歴史

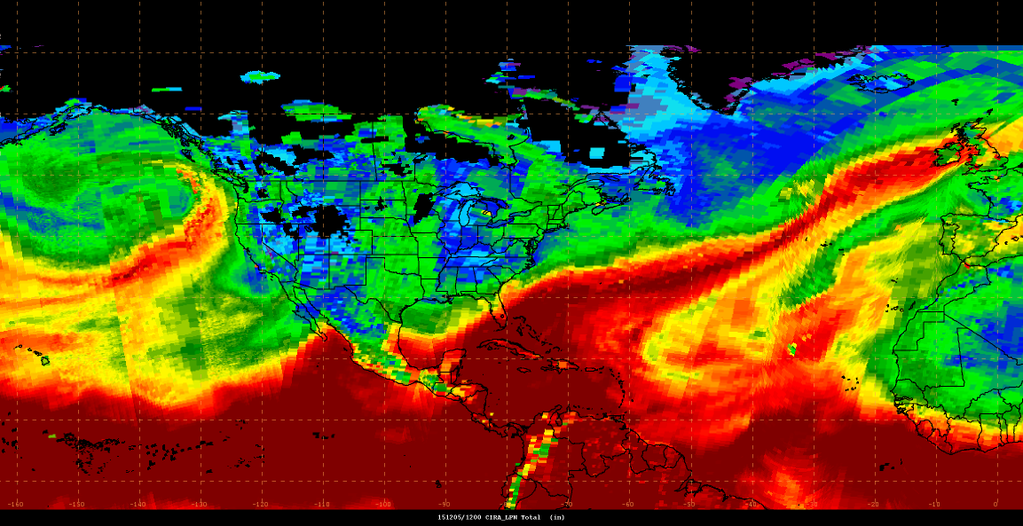
2015年12月5日に観測された強い大気の川の層状降水量

「大気の川（Atmospheric River）」という用語は、1990年代前半にマサチューセッツ工科大学の研究者であったReginald NewellとYong Zhuによって水蒸気の帯の狭さを表現する言葉として作られた。大気の川は長さ数千キロメートル、幅数百キロメートルに及ぶこともあり、1つの大気の川が輸送する水蒸気量はアマゾン川を超えることもありうることが明らかとなった。大気の川は通常半球につき3から5個存在しており、これの強さは過去1世紀と比較してわずかに強くなっていることも明らかとなった。
データモデリングの進歩に伴って、特定の気柱内のみの水蒸気量を考えるIWV（Integrated water vapor）のみならず、時間的な移動を捉えることが可能なIVT（Integrated Water Vapor Transport）が大気の川の解析に対して用いられるようになった。
2011年のアメリカ地球物理学連合が発行するEoS誌の記事によれば、1998年までにSSM/Iなどを用いた、極軌道を周回する気象衛星によるリモートセンシングが充実したことによって大気の川の概念が注目されるようになった。

## 影響
大気の川は地球上の水循環に大きな影響を及ぼしている。緯度方向での水蒸気輸送量では10%以下であるが、経度方向での水蒸気輸送量の90%を大気の川が担っている。また、地球上で発生する水蒸気の拡散の内、22%が大気の川によるものであるとされている。
北アメリカ大陸の西海岸、西ヨーロッパ、北アフリカ、イベリア半島、イラン、ニュージーランドなどといった、中緯度帯の西岸において洪水を引き起こす異常な降水の原因として大気の川の存在が挙げられている。反対に大気の川が存在しないことによることで、南アフリカやスペイン、ポルトガルなどで旱魃が発生していると考えられている。

### アメリカ合衆国

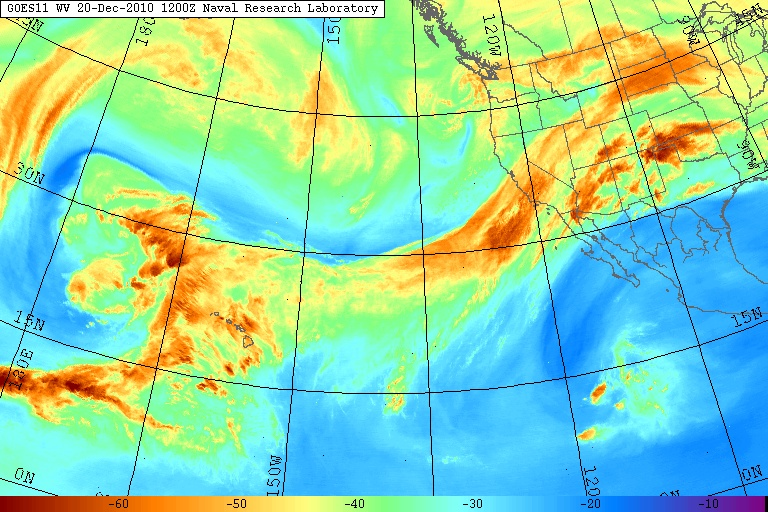
GOES11衛星による2010年12月北アメリカブリザード時に発生した大気の川の衛星画像。

西海岸に所在するカリフォルニア州では降雨量が一定しない。この原因の一つとして考えられることが暴風雨の規模や回数が一定しないことであり、それがために水収支が一定しない。このためカリフォルニア州は水管理と暴風雨の予測に対する研究の重要なケースとなっている。大気の川はカリフォルニア州の年間総雨量のうち、30%から50%に関与していることが2013年の研究で明らかとなっている。2018年11月23日に発表された合衆国地球変動研究プログラム（USGCRP）の第4次国家気候評価報告書では、米国西部沿岸における降雨と積雪の30〜40%を「着陸する大気の川（landfalling atmospheric rivers）」が占めている」としている。この「着陸する大気の川」はカリフォルニア州のみならず、合衆国西部の州における深刻な洪水との関連性が指摘されている。13の連邦機関が関係するUSGCRPはその提言の中において、「地球温暖化に伴う蒸発量の増加と大気中の水蒸気量の増加によって、西海岸へ上陸する大気の川の頻度と深刻さが増す可能性が高い」とした。
NOAAのPaul J. Neimanが率いる調査チームは「北米地域再分析（NARR）」と呼ばれる分析を行い、1998年から2009年までの11年間においてワシントン州西部での年間ピーク日流量（APDF）のほぼ全てで大気の川が見られたと、2011年に結論付けた。
2019年5月14日付けのサンノゼに本拠を置く新聞であるThe Mercury Newsは、大気の川を「空に浮かぶ巨大な水のベルトコンベア」と表現し、カリフォルニアの降水量の半分を占めるパイナップルエクスプレスの主要な原因であると紹介した。カリフォルニア大学サンディエゴ校のCenter for Western Weather and Water Extremeの長であり長年大気の川の研究を行ってきたMarty Ralphは、大気の川は冬によく発生すると述べている。彼は2018年10月から2019年の春にかけて47本の大気の川が発生したとしており、そのうち12本がStrongもしくはExtremeに分類されているとした。また2019年5月にはWeakやModerateと分類される弱い大気の川が発生し山火事の抑制に寄与したが、Ralphは「気候が変化している」という理解から、「その変化がどのように働くのか」という理解への変化が起きていることを指摘している。

### カナダ
ブリティッシュコロンビア州に位置するフレーザー川の盆地は「雪に占められた流域（now-dominated watershed）」と呼ばれており、冬の間は大気の川を原因とする大量の降水が発生する。大気の川の増大に伴って、21世紀後半においては洪水の増加が予測されている。
2021年11月北アメリカ太平洋岸北西部水害で発生した大規模な洪水には大気の川の影響が見られたとされている。この洪水は100年前の平均値の10倍であったこともまた示されている。

### イラン
中東地域で発生している洪水について、大気の川の影響は明確になってはいない。しかし2019年に発生した2019年イラン洪水においては大気の川の影響があることが示唆されている。

### オーストラリア

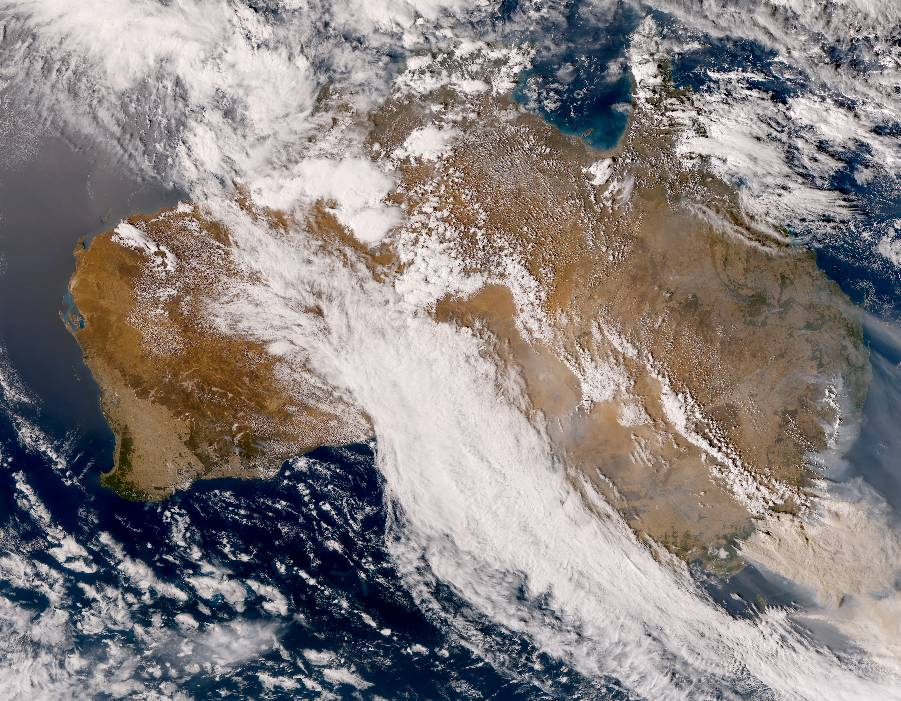
ひまわり8号によって観測されたオーストラリア森林火災 (2019年-2020年)の期間中に発生した「雲の帯」。

オーストラリア北西雲帯はインド洋を起源とする大気の川の影響を受けることによって、オーストラリアの北西部から南東部にかけて大雨をもたらすことがある。東部インド洋の水温が西部インド洋と比較して低い時、すなわち負のダイポールモード現象が発生している際にこのような大気の川が発生しやすいとされている。またこれとは別に大気の川はオーストラリアの南や東において発生することがあり、暖かい季節によく発生するとされている。

### ヨーロッパ
1979年から2011年の間に記録された日降水量の最高記録の10件のうち8件は、イギリス、フランス、ノルウェーで発生した大気の川に関連しているとする分析が存在する。

### 日本
大気の川の存在は線状降水帯の発生と関連があると考えられている。平成30年7月豪雨では直前に台風7号が通過し、後続の8号の影響もあって大気の川が発生した。また、直前に台風が通過した令和3年8月豪雨や東シナ海・中国大陸方面からの湿った風の影響を受けた令和2年7月豪雨や朝鮮半島付近に停滞した梅雨前線からもたらされた湿った空気の影響を受けた令和5年7月中旬の記録的な大雨などにおいて大気の川が発生していたことが明らかとなっており、線状降水帯が発生しやすくなったことが大量の降水が生まれた一因である可能性が示された。
2022年7月5日には台風4号の通過に合わせて、名古屋大学の坪木和久教授が航空機から大気の川の直接観測に成功した。これによって日本国内初の直接観測が行われた。